# Allée Zabel-Essayan
L'allée Zabel Essayan est une rue des 11e et 20e arrondissements de Paris, en France.

## Situation et accès
Elle débute Avenue de la République et se termine rue Spinoza. Elle se situe sur le terre-plein central du boulevard de Ménilmontant.
Elle prolonge l'allée Suzanne-Noël située de l'autre côté du boulevard de Ménilmontant, vers le cimetière du Père-Lachaise. 
Ce site est desservi par les lignes 2 et 3 à la station Père Lachaise.

## Origine du nom
Elle porte le nom de la femme de lettres arménienne Zabel Essayan (1878-1943).

## Historique

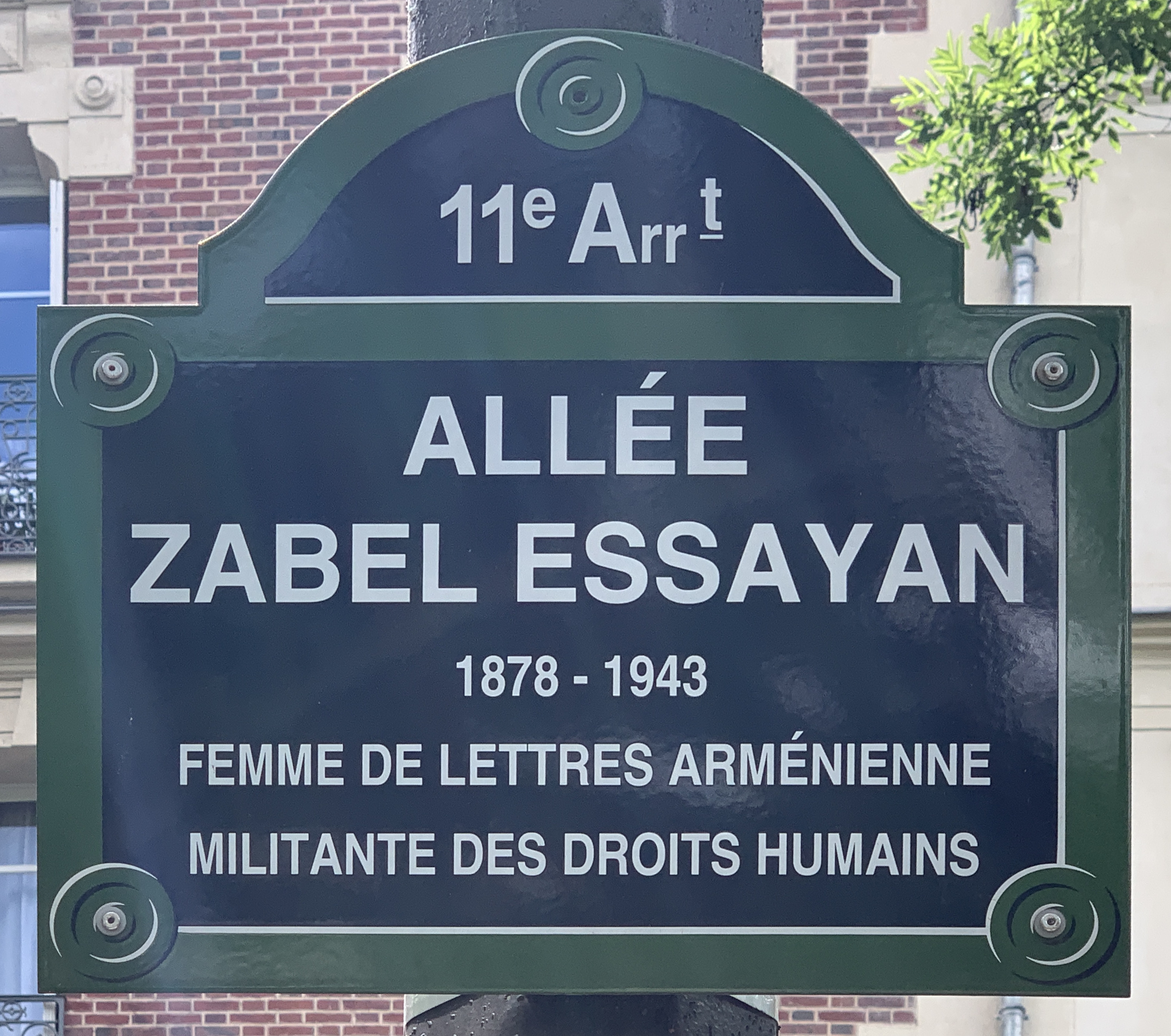
Plaque de l'allée.

Cette allée prend sa dénomination actuelle en 2017.